# Delia latissima
Delia latissima är en tvåvingeart som först beskrevs av Fan, Ma och Li 1982.  Delia latissima ingår i släktet Delia och familjen blomsterflugor. Inga underarter finns listade i Catalogue of Life.